# Éric Heidsieck
Éric Heidsieck (* 26. August 1936 in Reims) ist ein französischer klassischer Pianist.

## Leben
Eric Heidsieck gab sein erstes Konzert im Alter von neun Jahren und konzertierte mit zehn Jahren erstmals gemeinsam mit einem Orchester. Ausgebildet von Blanche Bascouret trat er 1954 mit einer Empfehlung ins Pariser Konservatorium in die Klasse von Marcel Ciampi ein. Er studierte bei Alfred Cortot an der École Normale de Musique de Paris und absolvierte parallel dazu im Jahr 1957 Kurse über die Klavierwerke Beethovens bei Wilhelm Kempff in Positano.
1955 begann Heidsieck seine internationale Karriere und gründete 1960 ein Duo mit seiner Frau, der Pianistin Tania Heidsieck.
Er konzertierte weltweit. Zu seinem Repertoire zählen unter anderem die kompletten Suiten von Händel, sämtliche Bach-Partiten, alle Mozart-Klaviersonaten und Klavier-Konzerte, die Beethoven-Sonaten, das gesamte Klavier-Werk von Gabriel Fauré sowie die Sonaten von Paul Hindemith. Er ist der erste französische Pianist des zwanzigsten Jahrhunderts, der alle 32 Sonaten von Beethoven auswendig spielte.
Bei verschiedenen Labels wurden über 100 Aufnahmen produziert, zwei davon wurden mit einem Grand Prix du Disque ausgezeichnet: die Aufnahme der Mozart-Klavierkonzerte Nr. 21 und Nr. 24 (EMI) und die Aufnahme mit den 13 Barcarolles von Gabriel Fauré (Label Cassiopée).
Heidsieck schrieb Kadenzen für alle Klavierkonzerte Mozarts. Er hat mehrere Liederzyklen komponiert, außerdem eine Paraphrase auf das Thema der Marseillaise.
Heidsieck lehrte von 1980 bis 1998 als Professor für Klavier am Conservatoire National Superieur de Musique de Lyon. Er unterrichtet zudem Meisterklassen (Schwerpunkt Beethovens Klavierwerk) und ist Jurymitglied bei internationalen Wettbewerben.

## Veröffentlichungen
- Hommage à Rouget de Lisle. Paraphrase sur la Marseillaise. Édition Symétrie, 2002, ISMN 979-0-23180009-8.
- Cadences et points d’orgue pour les concertos de piano de W.A. Mozart. Édition Symétrie, 2005.